# Prades (Ardèche)
Prades ist eine französische Gemeinde mit 1184 Einwohnern (Stand 1. Januar 2022) im französischen Département Ardèche in der Region Auvergne-Rhône-Alpes.

## Geografie
Prades liegt auf einer Hochebene zwischen dem Tal des Lignon und Aubenas und ist Teil des Regionalen Naturparks Monts d’Ardèche.

## Bevölkerungsentwicklung
| Jahr                       | 1962 | 1968 | 1975 | 1982 | 1990 | 1999 | 2016 |
| -------------------------- | ---- | ---- | ---- | ---- | ---- | ---- | ---- |
| Einwohner                  | 686  | 697  | 770  | 781  | 869  | 887  | 1241 |
| Quellen: Cassini und INSEE |      |      |      |      |      |      |      |